# Tim Sparv
Tim Sparv (Oravais, 20 de febrero de 1987) es un exfutbolista finlandés que jugaba como centrocampista.

## Selección nacional
Fue internacional con la selección de fútbol de Finlandia. Jugó 84 partidos en los que anotó un gol por dicho seleccionado, además de ser el capitán del equipo que participó en la Eurocopa 2020.

### Participaciones en Eurocopas
| Copa          | Sede   | Resultado    | Partidos | Goles |
| ------------- | ------ | ------------ | -------- | ----- |
| Eurocopa 2020 | Europa | Primera fase | 2        | 0     |

## Clubes
| Club                 | País         | Año       |
| -------------------- | ------------ | --------- |
| Southampton F. C.    | Inglaterra   | 2006-2007 |
| Halmstads BK         | Suecia       | 2007-2008 |
| VPS                  | Finlandia    | 2008      |
| Halmstads BK         | Suecia       | 2009      |
| F. C. Groningen      | Países Bajos | 2010-2013 |
| SpVgg Greuther Fürth | Alemania     | 2013-2014 |
| F. C. Midtjylland    | Dinamarca    | 2014-2020 |
| A. E. Larisa         | Grecia       | 2020-2021 |
| HJK Helsinki         | Finlandia    | 2021      |

## Palmarés

### Títulos nacionales
| Título                 | Club              | País      | Año  |
| ---------------------- | ----------------- | --------- | ---- |
| Superliga de Dinamarca | F. C. Midtjylland | Dinamarca | 2015 |
| Superliga de Dinamarca | F. C. Midtjylland | Dinamarca | 2018 |
| Copa de Dinamarca      | F. C. Midtjylland | Dinamarca | 2019 |
| Superliga de Dinamarca | F. C. Midtjylland | Dinamarca | 2020 |
| Veikkausliiga          | HJK Helsinki      | Finlandia | 2021 |